# Diplolaimella gerlachi
Diplolaimella gerlachi is een rondwormensoort uit de familie van de Monhysteridae.